# Trobentar
Trobentar (tudi trobentač) je glasbenik, izvajalec na trobilni instrument, imenovan trobenta.